# Aneuretinae
Aneuretinae (лат.) — реликтовое подсемейство муравьёв (Formicidae). Известны несколько ископаемых родов и 1 современный эндемичный вид на Шри-Ланке.

## Описание
Стебелёк между брюшком и грудкой состоит из одного членика петиоля. От близкого подсемейства Dolichoderinae отличаются наличием жала и вытянутого стебелька и явного узелка у петиоля. Усики 12-члениковые. Ротовые органы сходны с таковыми у муравьёв подсемейства Dolichoderinae.
Семьи современного представителя этого подсемейства малочисленные (100—200 особей), ведут хищный образ жизни, фуражируют на земле.

## Систематика
В современной фауне подсемейство представлено единственным родом Aneuretus Emery, 1893 с 1 видом. Первоначально этот род относили к подсемейству Dolichoderinae в качестве его трибы Aneuretini Emery, 1912, а в 1951 году его впервые повысили до статуса самостоятельного подсемейства (Clark, 1951).

## Палеонтология
В ископаемом состоянии подсемейство известно с начала Кайнозойской эры (Палеоцен, Эоцен, Олигоцен).
Список родов:
- ..Aneuretus Emery, 1893
  - ..Aneuretus simoni Emery, 1893
- †Aneuretellus
  - †Aneuretellus deformis Dlussky, 1988 — Палеоцен, Сахалин
- †Burmomyrma Dlussky, 1996
  - †Burmomyrma rossi Dlussky, 1996 — Бирманский янтарь (сначала его предположительно относили к этому подсемейству из-за плохой сохранности; позднее перенесли к осам Falsiformicidae)[5]
- †Mianeuretus
  - †Mianeuretus mirabilis Carpenter, 1930 — Эоцен, Олигоцен, Florissant
  - †Mianeuretus eocenicus Dlussky & Rasnitsyn, 2002 — Эоцен, Колорадо, США
- †Paraneuretus Wheeler, 1915
  - †Paraneuretus dubovikoffi  Dlussky, A.P. Rasnitsyn, K.S. Perﬁlieva, 2015 — Эоцен, Большая Светловодная (Пожарский район, Сихотэ-Алинь, Дальний Восток, Россия)[6]
  - †Paraneuretus longicoris Wheeler, 1915 — Эоцен, Балтийский янтарь
  - †Paraneuretus tornquisti Wheeler, 1915 — Эоцен, Балтийский янтарь
- †Protaneuretus
  - †Protaneuretus succineus Wheeler, 1915 — Эоцен, Балтийский янтарь
- ?†Cananeuretus Engel & Grimaldi, 2005
  -  ?†Cananeuretus occidentalis Engel & Grimaldi, 2005